# Catedral de Monreale
A Catedral de Monreale (Duomo di Monreale, em italiano) é uma das mais importantes construções sacras da cultura normanda na Itália. A igreja, que é a Sé da Arquidiocese de Monreale, é dedicada a Santa Maria Nuova, e se localiza na cidade de Monreale, na Sicília. É famosa pelos ricos mosaicos bizantinos que decoram o interior. Em agosto de 1926, o Papa Pio XI elevou-a à dignidade de basílica menor.  Desde 3 de julho de 2015 faz parte do Patrimônio Mundial (UNESCO) como parte do Itinerário Árabe-Normando de Palermo e das catedrais de Cefalù e Monreale.
Foi construída a partir de 1174 por ordem de Guilherme II da Sicília. A lenda narra que certo dia Guilherme adormeceu sob uma árvore no campo e em sonho lhe apareceu a Virgem Maria, que disse: "Neste lugar onde dormes está escondido o maior tesouro do mundo. Escava-o e com ele constrói um templo em minha homenagem". Seguindo o mandado, ao acordar o rei ordenou que o local fosse escavado e ali encontrou um tesouro de moedas de ouro, empregadas na construção do santuário. Para a decoração foram chamados mestres árabes, venezianos e bizantinos especializados na técnica do mosaico, cobrindo a abside e as paredes com painéis de excepcional valor artístico.
Foi utilizada como locação para o filme Fratello Sole, Sorella luna de Franco Zefirelli em 1972.

## Características
A fachada possui um pórtico renascentista com três grandes arcos, acrescentado entre 1547 e 1569, obra de Giovanni Domenico Gagini e Fazio Gagini, que oculta o frontispício primitivo, decorado com mosaicos, relevos e portas de bronze de Bonanno Pisano e Barisano da Trani. Lateralmente se erguem duas torres quadradas assimétricas, ladeado o frontão recuado, decorado com arcos entrelaçados em relevo.

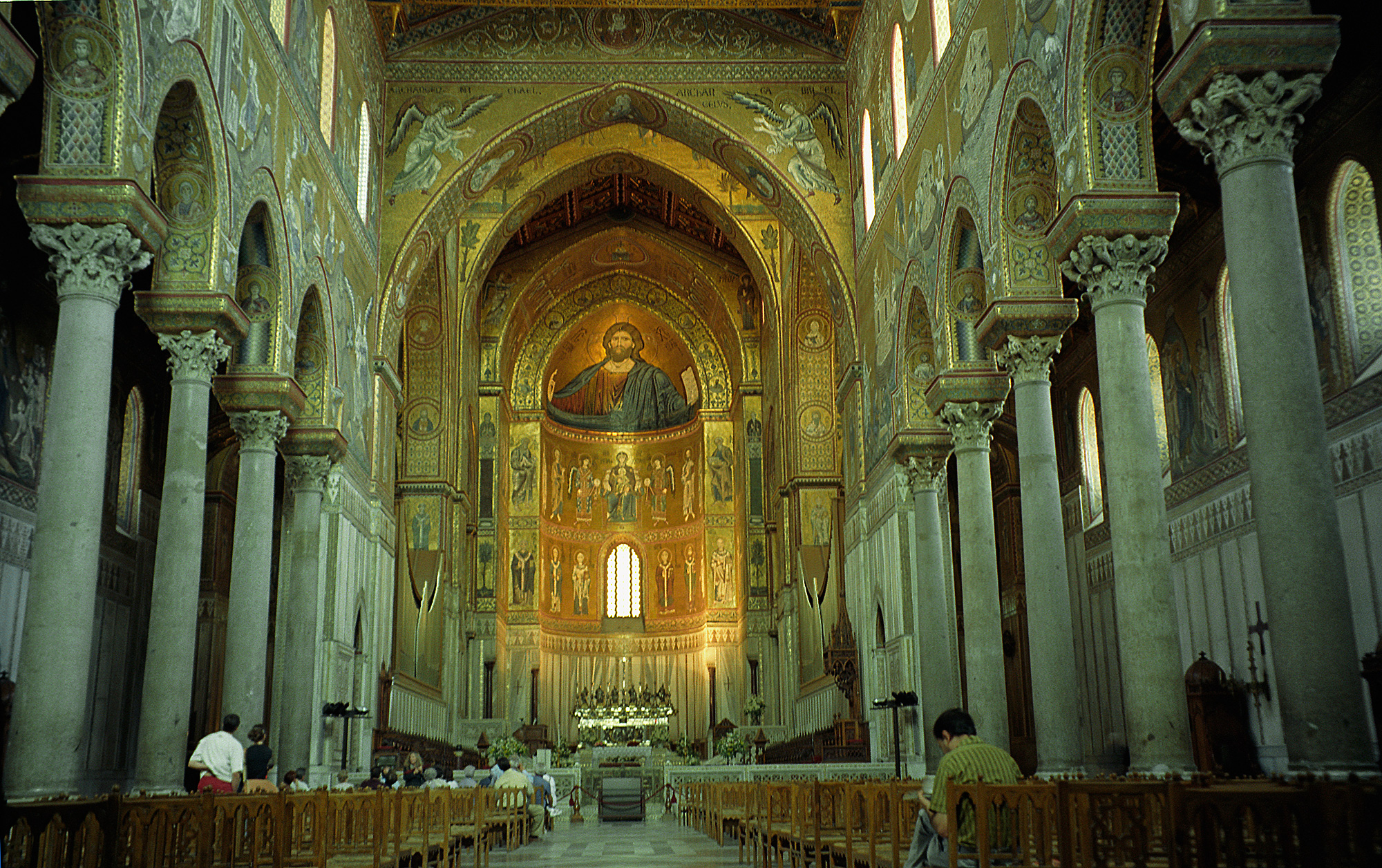
O interior

O amplo interior se divide em três naves, seguindo o esquema das basílicas católicas italianas, integrando características da arquitetura ortodoxa em áreas como o coro tripartido. A colunata monolítica no interior é possivelmente originária de construções mais antigas, e suporta uma série de grandes arcos que separam as naves. Os capitéis coríntios datam do período clássico. Um clerestório elevado ilumina o interior da nave central, e janelas mais baixam se abrem ao longo das estreitas naves laterais. O coro na entrada forma um espaço de características diferenciadas, sendo mais alto e mais largo que a nave, embora dividido de forma semelhante. O teto tem caibramento aparente em madeira ricamente decorada. Separada da nave por um transepto está a capela-mor, de forma absidal e teto em meia-cúpula, com uma janela única ao centro da parede de fundo e um altar-mor do século XVIII de Luigi Valadier, de refinada construção em metais preciosos.
A característica mais notável da construção é a sua decoração interna em mosaicos policromos e dourados, uma obra-prima da técnica, cobrindo quase em totalidade o interior, com um extraordinário efeito de conjunto, mostrando frisos geométricos, medalhões e diversas imagens de santos e anjos, com inscrições em grego e latim, e ilustram vários episódios da Bíblia. De todas as cenas se destaca o monumental Cristo Pantocrator na capela-mor, com a Virgem e o Menino, santos e anjos abaixo. O piso também merece atenção pelo refinado trabalho em mosaico de mármore e pórfiro, numa técnica conhecida como opus alexandrinum, completado somente no século XVI.
No interior também existe as tumbas de Guilherme II, um magnífico sarcófago de pórfiro da mesma época da catedral, e as de sua esposa e seus dois filhos, além de uma urna com as vísceras de São Luís de França. Nos séculos XVII e XVIII foram acrescentadas duas capelas barrocas, embora mais tarde tenham sido isoladas do corpo da igreja. O coro foi parcialmente destruído por um incêndio em 1811, danificando os mosaicos, os órgãos e o forro, reconstruídos poucos anos após, embora com técnica e gosto bastante inferiores aos originais.

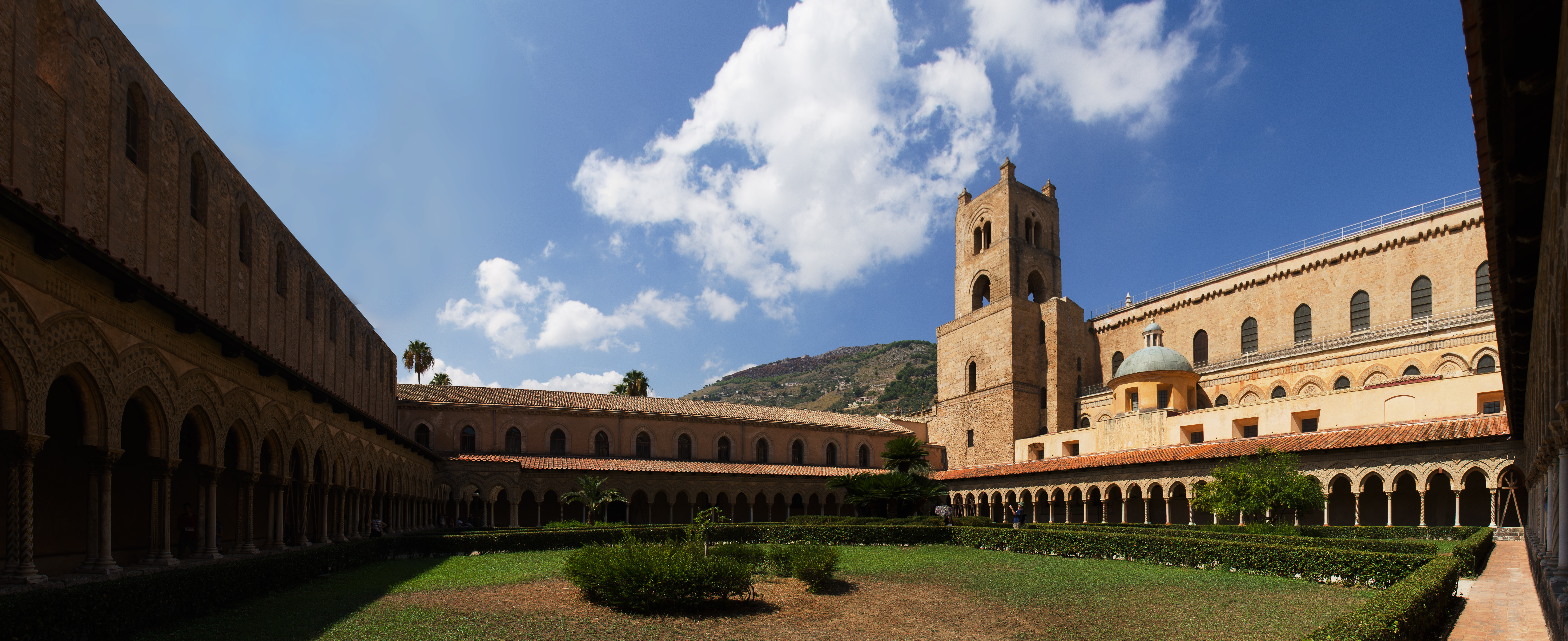
Claustro

### Construções anexas
Ao lado da Catedral ficam o Palácio Arquiepiscopal e o Mosteiro Beneditino, originalmente construções magnificentes rodeadas de uma grande muralha e torres. Mais tarde o complexo sofreu profundas remodelações, restando pouco da arquitetura normanda primitiva, salvo alguns torreões e o belo claustro, um dos mais significativos da Itália por suas dimensões e rica decoração de mosaicos e colunas duplas, cujos capitéis são todos diferentes entre si. Guy de Maupassant descreveu o claustro como "maravilhoso (...), sugerindo uma sensação de graça que nos faz desejar ficar aqui para sempre (...). Nunca vi nem posso imaginar uma colunata com maior harmonia".

## UNESCO
A UNESCO inscreveu Palermo como Patrimônio Mundial por "ser um exemplo de sincretismo sócio-cultural entre as culturas Ocidental, Islâmica e Bizantina na ilha que gerou novos conceitos de espaço, estrutura e decoração. Também testemunha a coexistência frutífera de pessoas de diferentes origens e religiões"

## Galeria

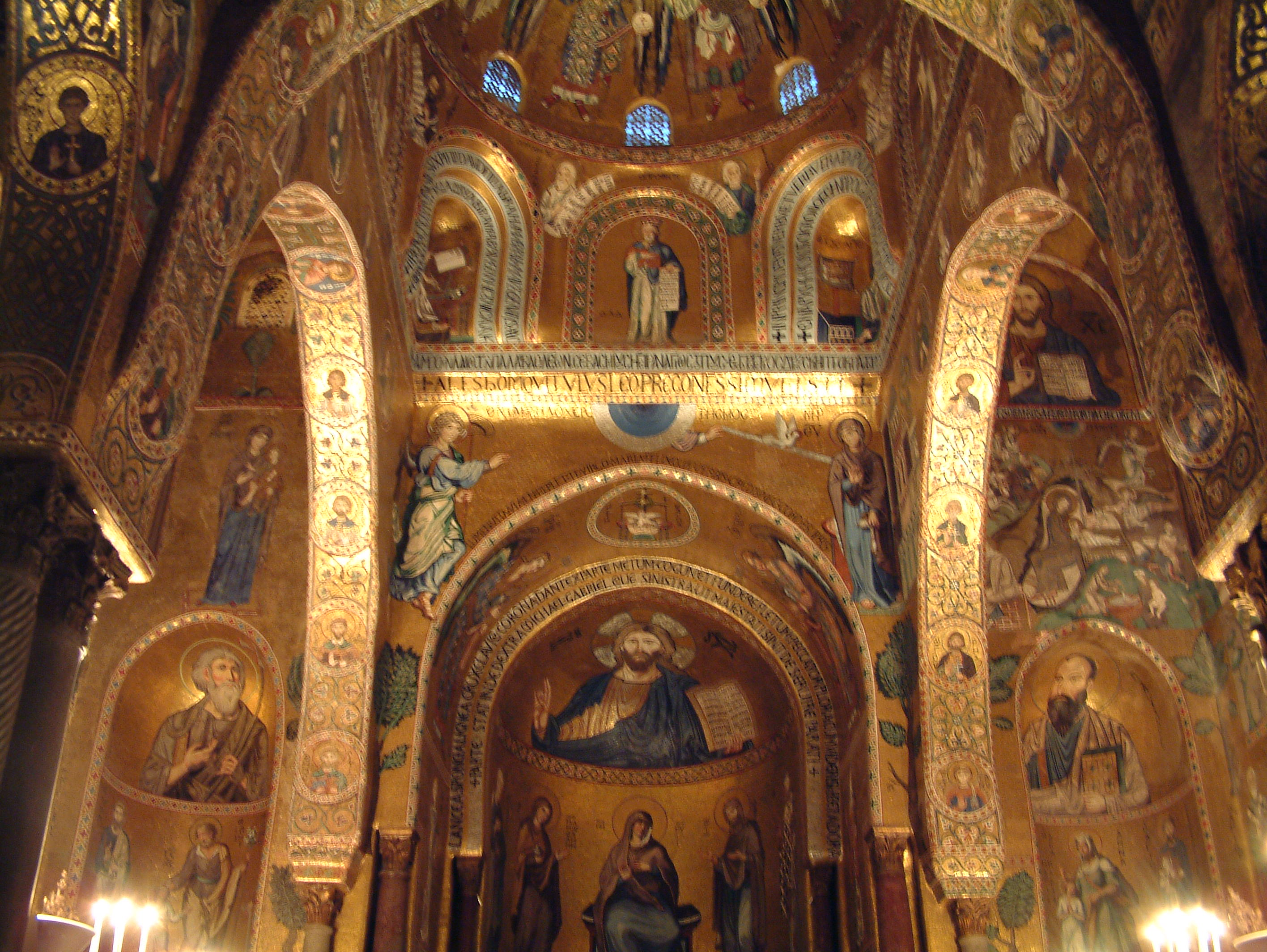
Detalhe do interior
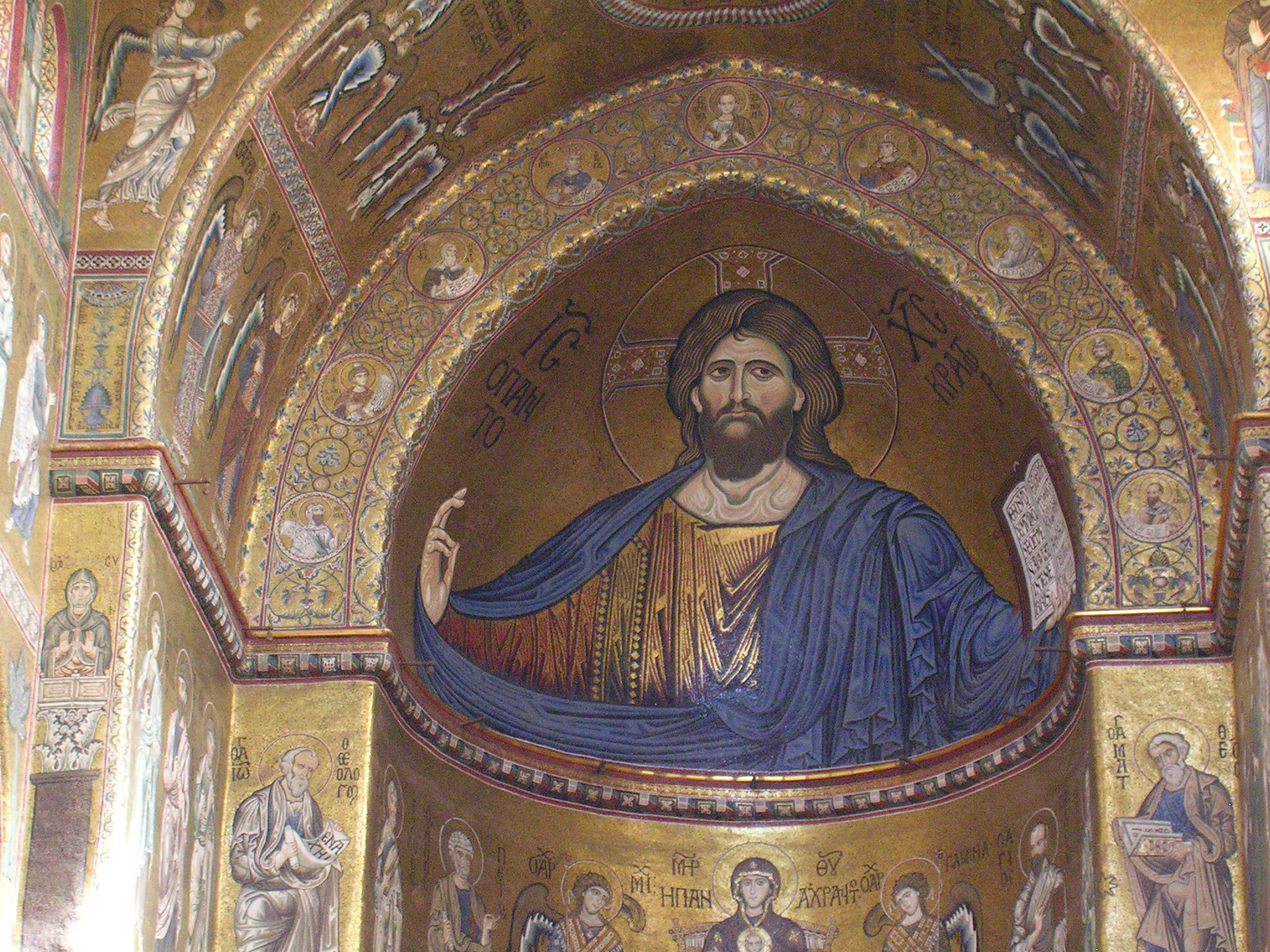
O grande Pantocrator na abside
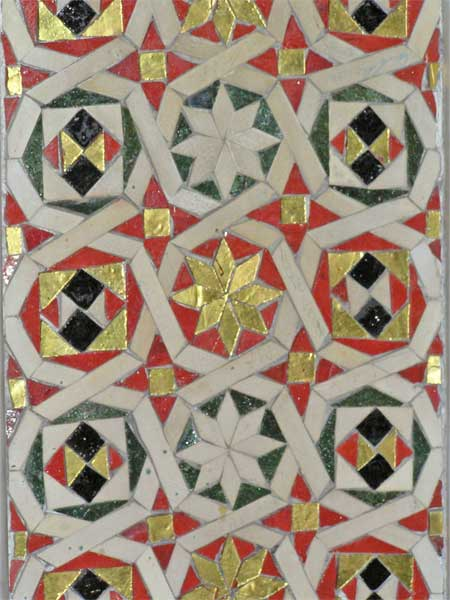
Detalhe dos mosaicos
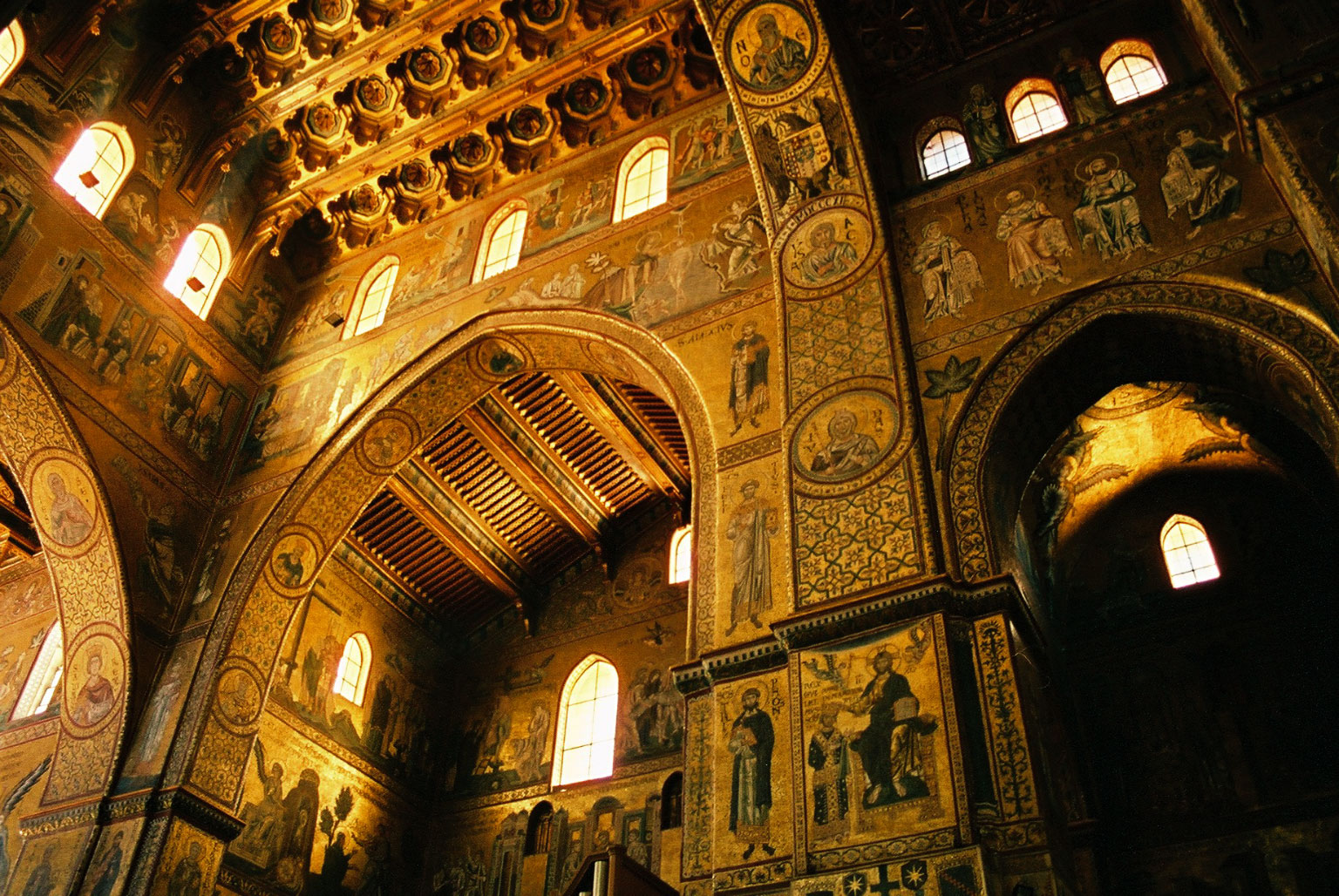
Outro aspecto do interior